# Eronia
Eronia är ett släkte av fjärilar. Eronia ingår i familjen vitfjärilar.
Kladogram enligt Catalogue of Life:
| Eronia | \| \| Eronia cleodora \| \| \| \| \| \| Eronia leda \| \| \| \| |
|        | \| \| Eronia cleodora \| \| \| \| \| \| Eronia leda \| \| \| \| |
|        | Eronia cleodora                                                 |
|        |                                                                 |
|        | Eronia leda                                                     |
|        |                                                                 |

## Bildgalleri

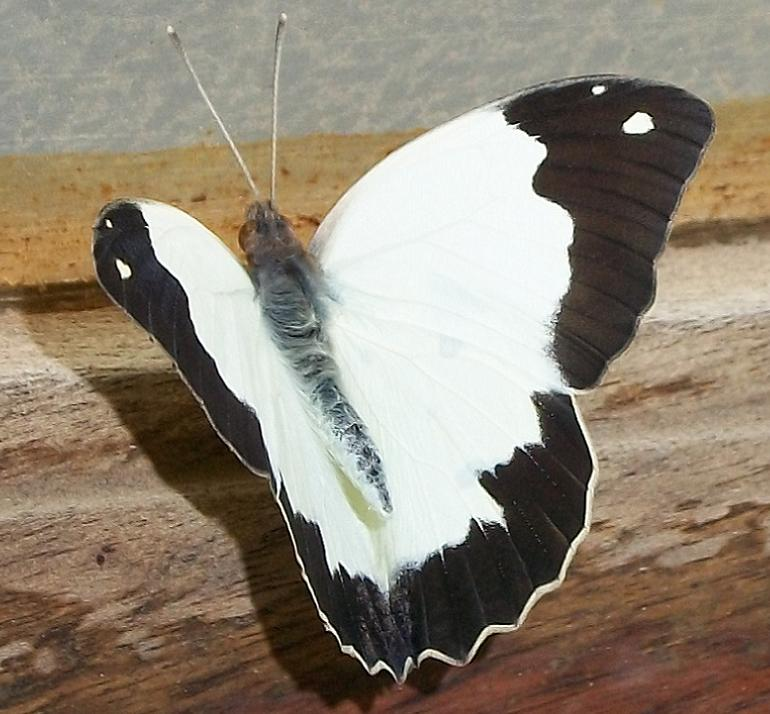
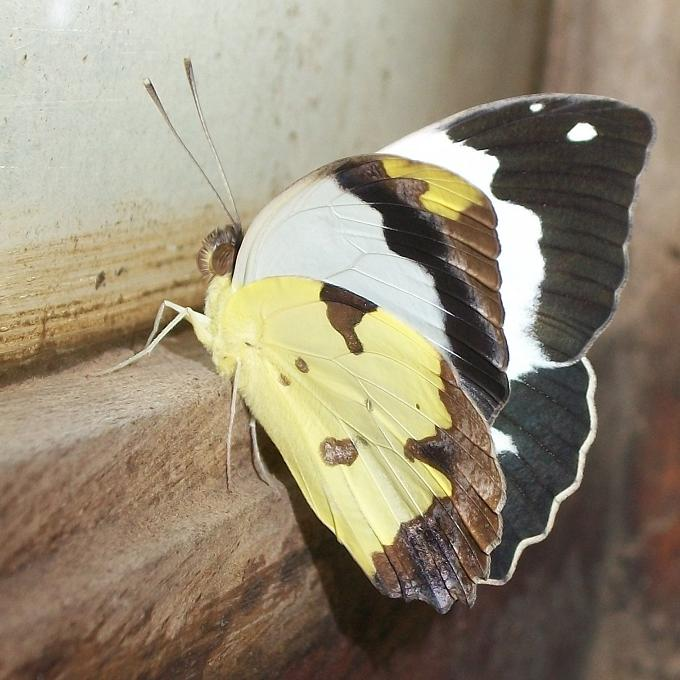